# Élections législatives de 1819 dans la Mayenne
Les élections législatives françaises de 1819 se déroulent le 11 septembre 1819. Elles interviennent dans le cadre du renouvellement partiel de la Chambre des députés, à hauteur d'un cinquième des représentants, prévu par la loi Lainé de 1817.
Dans la Mayenne, trois députés sont à élire dans le cadre d'un scrutin plurinominal majoritaire.

## Mode de scrutin
Le département dispose de trois représentants pour la Chambre des députés des départements, d'après la loi Lainé de 1817, qui sont élus au suffrage direct par un collège unique réuni au chef-lieu de département. Sont électeurs tous les citoyens d'au moins 30 ans payant au moins 300 francs d'impôts directs. Sont éligibles tous les citoyens d'au moins 40 ans payant au moins 1 000 francs d'impôts directs.

## Élus
| Député sortant            |  | Parti            | Député élu ou réélu       |  | Parti            |
| ------------------------- |  | ---------------- | ------------------------- |  | ---------------- |
| Constant Paillard-Ducléré |  | Constitutionnels | Constant Paillard-Ducléré |  | Constitutionnels |
|                           |  |                  | Prosper Delauney          |  | Constitutionnels |
| César Chevalier-Malibert  |  | Constitutionnels | François-Jean Lepescheux  |  | Constitutionnels |

## Résultats
| Candidats        | Candidats                   | Étiquette        | Premier tour | Premier tour | Ballotage | Ballotage |  |
| Candidats        | Candidats                   | Étiquette        | Voix         | %            | Voix      | %         |  |
| ---------------- | --------------------------- | ---------------- | ------------ | ------------ | --------- | --------- |  |
|                  | Prosper Delauney *          | Constitutionnels | 701          |              |           |           |  |
|                  | François-Jean Lepescheux    | Constitutionnels | 615          |              |           |           |  |
|                  | Constant Paillard-Ducléré * | Constitutionnels | 610          |              |           |           |  |
|                  |                             |                  |              |              |           |           |  |
| Inscrits         | Inscrits                    | Inscrits         | 1 367        |              |           |           |  |
| Votants          | Votants                     | Votants          | 970          |              |           |           |  |
| Exprimés         |                             |                  |              |              |           |           |  |
| Blancs et perdus |                             |                  |              |              |           |           |  |

*sortant

## Sources
- Adolphe Robert et Gaston Cougny, Dictionnaire des parlementaires français, Edgar Bourloton, 1889-1891